# Zwergalpenrose
Die Zwergalpenrose (Rhodothamnus chamaecistus) ist eine Pflanzenart aus der Gattung Rhodothamnus innerhalb der Familie Heidekrautgewächsen (Ericaceae).

## Beschreibung

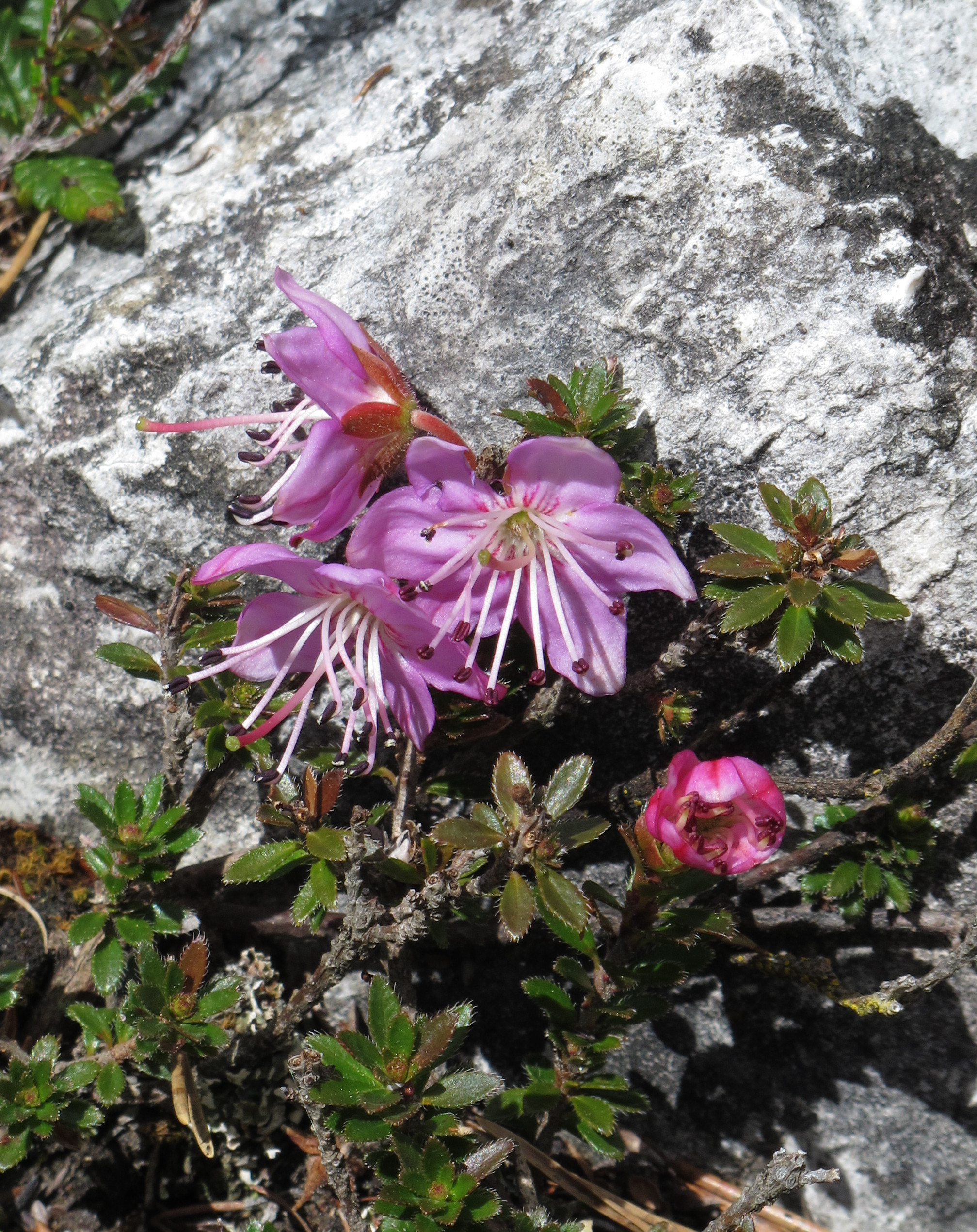
Blüte

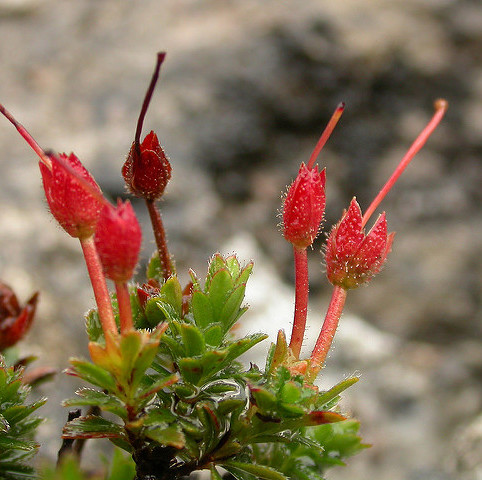
Zwergalpenrose fruchtend

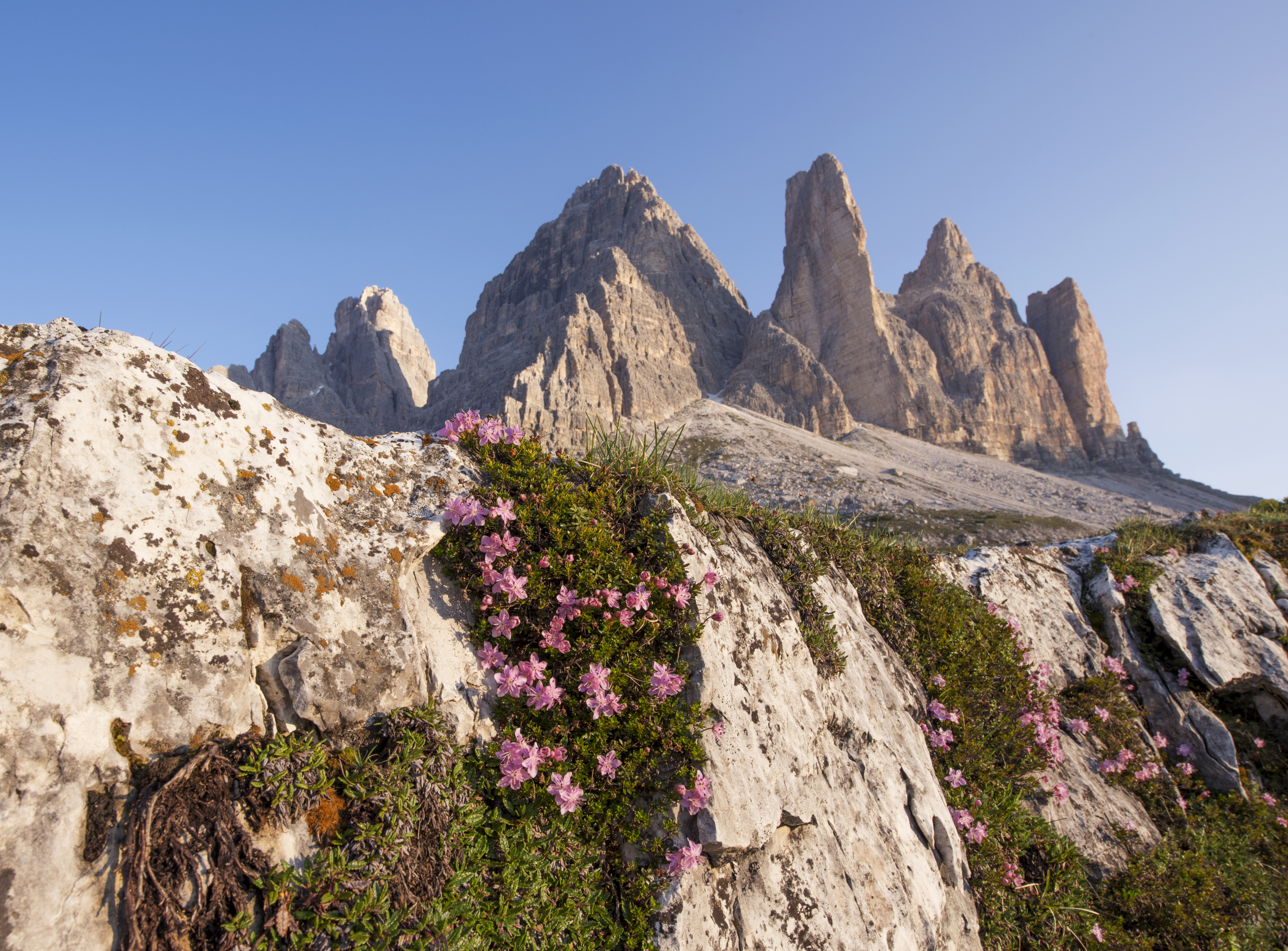
Zwergalpenrose in den Dolomiten

### Vegetative Merkmale
Die Zwergalpenrose wächst als zierlicher, immergrüner Zwergstrauch und erreicht Wuchshöhen von 10 bis 40 Zentimetern. Die Zweige sind büschelig aufsteigend.
Die Laubblätter sind wechselständig und gehäuft an den Zweigenden angeordnet. Die derben, ledrigen, wintergrünen Laubblätter sind durchschnittlich 8 (bis zu 15) Millimeter lang, verkehrt eiförmig bis eilanzettlich und spitz.  Der Blattrand ist undeutlich gekerbt-gezähnt und von langen weißen Haaren borstig bewimpert. Der Blattstiel ist nur etwa 1 Millimeter lang.

### Generative Merkmale
Die Blütezeit reicht von Mai bis Juli. Endständig stehen ein bis vier Blüten jeweils an bis 1,5 Zentimeter langen, drüsenhaarigen Blütenstielen. Die zwittrigen Blüten sind radiärsymmetrisch und fünfzählig mit doppelter Blütenhülle. Die fünf Kelchblätter sind drüsig bewimpert, die Kelchzipfel sind laanzettlich-spitz und 6 bis 7 Millimeter lang.
Die fünf rosafarbenen, selten weißen Kronblätter sind nur an ihrer Basis verwachsen. Sie sind radförmig ausgebreitet. Die Blüte hat einen Durchmesser von 20 bis 25 Millimetern. Die Kronzipfel sind breit eiförmig und stumpf. Die zehn Staubblätter überragen die Krone, ihre Staubbeutel sind dunkel-purpurfarben. Der Fruchtknoten ist oberständig. Der Griffel überragt die Staubblätter. Die Kapselfrucht ist kugelig. Die Samen sind elliptisch, 0,5 bis 0,6 Millimeter lang und von einer netzig-grubigen Schale umhällt.
Die Chromosomenzahl beträgt 2n = 24.

## Vorkommen
Das Verbreitungsgebiet der Zwergalpenrose erstreckt sich nur in den Ostalpen vom Comer See und dem Allgäu bis zu den Karawanken. In Österreich fehlt die Zwergalpenrose in Vorarlberg, Wien und dem Burgenland.
Als Standort werden kalkreiche sonnige Lagen, Fels- und Schuttfluren, Zwergstrauchheiden und Latschengebüsche bevorzugt. Sie ist eine Charakterart des Erico-Rhododendretum hirsuti.
Sie gedeiht in der montanen bis unteralpinen Höhenstufe in Höhenlagen von 500 bis 2400 Metern. In den Allgäuer Alpen steigt sie am Kanzberg-Plateau der Hochvogel-Gruppe in Tirol bis in eine Höhenlage von 2000 Meter auf.

## Ökologie
Die Zwergalpenrose wird nicht so alt wie die Bewimperte Alpenrose und die Rostblättrige Alpenrose, aber sie kann ein Alter von 42 Jahren erreichen. Ihre Blütenknospen für das kommende Jahr sind im Herbst schon weit vorgebildet. Die Blüten sind proterogyn.

## Systematik
Die Erstveröffentlichung erfolgte 1753 unter dem Namen (Basionym) Rhododendron chamaecistus durch Carl von Linné in Species Plantarum, Tomus I, S. 392. Die Neukombination zu Rhodothamnus chamaecistus (L.) Rchb. erfolgte 1827 durch Ludwig Reichenbach in J. C. Mössler: Handb. Gewächsk., 2. Auflage, 1, S. 688.
Die Gattung Rhodothamnus ist mit den Alpenrosen der Gattung Rhododendron nicht näher verwandt, weshalb auch die Schreibweise Zwerg-Alpenrose falsch ist. Für die Gattung Rhodothamnus vermutet man ein hohes entwicklungsgeschichtliches Alter, das sicher bis ins Tertiär reicht.
Es wurde 1962 eine weitere Art der Gattung Rhodothamnus, Rhodothamnus sessilifolius P.H.Davis erstbeschrieben. Sie hat nur wenige Vorkommen in der nordöstlichen Türkei und ist dort gefährdet. Es gab seit 1960 keine weitere Funde mehr und wurde 2000 am Typusfundort und an neuen Standorten wiedergefunden. Sie erreicht kaum Wuchshöhen von 10 Zentimetern. Sie gedeiht in Höhenlagen von 2100 bis 2400 Metern.